# Ольховка (Челябинская область)
Ольховка  — посёлок в Карталинском районе Челябинской области России. Входит в состав Великопетровского сельского поселения.

## География
Через село протекает река Ольховка. Расстояние до районного центра города Карталы 20 километров.

## История
Посёлок основан на месте хутора Григорьевского в 1877 году. 
В 1931 году создан в колхоз «Путь к социализму».

## Достопримечательность
- Недалеко от посёлка находится памятник природы Джабык-Карагайский бор.
- Около посёлка находится исторический и природный памятник Аннушкин Родник[2][3].

## Население
| 2002 | 2010 |
| ---- | ---- |
| 492  | ↘371 |

## Улицы
- Зелёная,
- Кирова,
- Маяковского,
- Мира,
- Пьянзина[5].